# Tail of the Sun
Tail of the Sun (太陽のしっぽ?, Taiyō no shippo) è un videogioco d'azione del 1996 sviluppato da Artdink per PlayStation.

## Sviluppo
Kazutoshi Iida ha dichiarato di essersi ispirato a Super Mario 64, volendo creare l'"anti-Mario", poiché l'obiettivo dei videogiochi della serie Super Mario è quello di salvare la Principessa Peach, nonostante la parte piacevole del gioco non sia il raggiungimento del lieto fine.
Nella versione distribuita nel mercato nordamericano è stata aggiunta la possibilità di svegliare il protagonista.